# 小行星4331
小行星4331（4331 Hubbard）是一颗围绕太阳公转的小行星。1983年4月18日，諾曼·G·托馬斯在可可尼诺县发现了此天体。
这颗小行星的绝对星等为213.4868757590162等。